# آرام پاچیان
آرام پاچیان (ارمنی: Արամ Պաչյան؛ انگلیسی: Aram Pachyan؛ زادهٔ ۱۹ مارس ۱۹۸۳) نویسنده اهل ارمنستان است.

## زندگی‌نامه
وی در ۱۹ مارس ۱۹۸۳ در کیروواکان به دنیا آمد  وی در مرکز نوآورانه فناوری‌های تومو فعالیت می‌کند. وی همچنین برنده جوایزی همچون جایزه جوانان رئیس‌جمهور ارمنستان شده است.

## یادداشت
1. ↑  RA Presidential Youth Award